# Ce Bello Romain
Ce Bello Romain, född 6 augusti 2012, är en fransk varmblodig travhäst som tränas av sin ägare Sylvain Gérard Dupont och körs av Anthony Barrier.
Ce Bello Romain började tävla i juni 2015 och inledde med en femteplats och tog första segern i sjundestarten. Han har till juli 2022 sprungit in 962 429 euro på 82 starter, varav 24 segrar, 14 andraplatser och 14 tredjeplatser. Karriärens hittills största seger har kommit i Kymi Grand Prix (2021).
Han har även segrat i Prix de Bruxelles (2020), Critérium de vitesse de Basse-Normandie (2021, 2022) och Prix du Plateau de Gravelle (2021) och kommit på andraplats Prix Cyrene (2016), Prix Atat (2018), Grand Prix de Wallonie (2021) och kommit på tredjeplats Prix de Washington (2020), Grand Prix du Sud-Ouest (2020, 2021, 2022) och Prix des Ducs de Normandie (2021).